# Classe Hajen (1954)
Pour les articles homonymes, voir Classe Hajen.
La classe Hajen (en suédois : requin) était une classe de six sous-marins construite par Kockums à la fin des années 1950 et utilisée par la marine royale suédoise. Sa conception a été influencée par le sous-marin allemand de type XXI. Un total de six sous-marins ont été construits en 1954-1958 et ont été maintenus en service jusqu’en 1980,.
Le premier sous-marin de classe Hajen à être construit fut le HMS Hajen (1954), suivi du HMS Sälen (1955), du HMS Valen (1955), du HMS Illern (1957), du HMS Bävern (1958) et du HMS Uttern (1958).

## Contexte
À la fin de la Seconde Guerre mondiale, la marine suédoise, comme d’autres pays, s’est aperçu que la conception nationale des sous-marins avait pris du retard et était dépassée, avec l’apparition des nouveaux sous-marins introduits par la Kriegsmarine à la fin de la guerre, en particulier les types XXI et XXIII. Les Alliés victorieux protégeaient jalousement les informations qu’ils avaient recueillies grâce aux sous-marins qu’ils avaient capturés et la Suède neutre n’avait donc pas accès aux nouvelles innovations.
Heureusement, à la fin de la guerre, un sous-marin type XXI (commandé par l’Oberleutnant zur See Deiring) nouvellement achevé a coulé dans les eaux territoriales suédoises au large de Göteborg (57° 39′ N, 11° 44′ E). Le 24 août 1946, la marine a renfloué le bateau qui a été transporté à Karlskrona pour examen avant d’être mis au rebut.
La conception des navires a commencé à la fin des années 1940, mais la fabrication a été retardée pour se familiariser avec la découverte du navire de type XXI de la marine allemande. Les navires étaient plus petits que les navires de type XXI, mais ils étaient néanmoins les plus grands sous-marins fabriqués en Suède à l’époque.

## Navires
| Nom               | Chantier naval               | Pose de la quille | Lancement        | Mise en service | Destin                                            |
| ----------------- | ---------------------------- | ----------------- | ---------------- | --------------- | ------------------------------------------------- |
| HMS Hajen (1954)  | Kockums, Malmö               | 1953              | 11 décembre 1954 | 28 février 1957 | radié de la liste des navires le 1er juillet 1980 |
| HMS Sälen (1955)  | Kockums, Malmö               | 1953              | 3 octobre 1955   | 8 avril 1957    | radié de la liste des navires le 1er juillet 1980 |
| HMS Valen (1955)  | Karlskronavarvet, Karlskrona | 1953              | 21 avril 1955    | 4 mars 1957     | radié de la liste des navires le 1er juillet 1980 |
| HMS Bävern (1958) | Kockums, Malmö               | 1955              | 3 février 1958   | 29 mai 1959     | radié de la liste des navires le 1er juillet 1980 |
| HMS Illern (1957) | Kockums, Malmö               | 1955              | 14 novembre 1957 | 31 août 1959    | radié de la liste des navires le 1er juillet 1980 |
| HMS Uttern (1958) | Kockums, Malmö               | 1955              | 14 novembre 1958 | 15 mars 1960    | radié de la liste des navires le 1er juillet 1980 |